# 설경
설경(1990년 6월 8일~)은 조선민주주의인민공화국의 전직 유도 선수이다. 2016년 하계 올림픽에 참가했으며 2013년 세계 선수권 대회 여자 미들급 우승을 차지했다.

## 경력
1990년 평양에서 태어났으며 11세 때부터 평양기계대학 여자유도팀 감독인 조일승에게 유도를 배웠다. 은사의 지도로 평양기계대학에 입학했으며 식품공학을 전공했다.
2010년 조선민주주의인민공화국 국가대표로 발탁되어 그 해 10월 중국 광저우에서 열린 2010년 아시안 게임에 참가하여 국제 대회 데뷔를 했다. 그녀는 이 대회 결승에 올랐으며 결승에서 대한민국의 황예슬과 경기를 가졌으나 업어치기 도중 자신의 머리를 땅에 닿게 하는 반칙을 저질러 실격패 판정을 받고 은메달을 획득했다.
2012년 2월 폴란드 바르샤바에서 열린 월드컵에서 네덜란드의 킴 폴링을 꺾고 자신의 첫 국제 대회 금메달을 획득했다. 2013년 8월 브라질 리우데자네이루에서 열린 2013년 세계 선수권 대회에 참가했으며 결승에서 네덜란드의 마르힌더 페르커르크를 꺾고 세계 선수권 대회 금메달을 획득했다.
2014년 9월 대한민국 인천에서 열린 2014년 아시안 게임에 참가했으며 결승에서 개최국 대한민국의 정경미에게 패하며 2번째 아시안 게임 은메달을 획득했다. 또한 해당 대회 여자 단체전 종목에도 출전했으며 대표팀 동료들과 함께 동메달을 획득했다.
2016년 4월 타슈켄트에서 열린 2016년 아시아 선수권 대회에서 동메달을 획득했으며 6월에 리우데자네이루에서 열린 2016년 하계 올림픽에 출전했다. 이 대회의 설경의 첫 올림픽이자 마지막 국제 대회로 첫 상대인 프랑스의 오드리 최메오에게 패해 탈락했다.